# Juana María de Lara de Díaz de Bedoya
Juana María de Lara de Díaz de Bedoya   (Asunción, 1760 - 10 de maig de 1825) va ser una dona d'una família noble del Paraguai que va participar en els fets històrics del maig del 1811 del seu país.
Es va casar el 1787 amb el capità José Díaz de Bedoya, amb qui va tenir quatre fills, entre ells Ventura Díaz de Bedoya, que seria pròcer de la independència. Va enviudar el 1806 i es va dedicar a treballar en obres pies, sobretot com a majordoma perpètua en una confraria.
En reunions clandestines es va determinar que el pla de l'acció per alliberar el Paraguai s'executaria el 14 de maig del 1811. Per precaució van decidir que no sortirien al carrer fins al moment escollit, però calia que algú avisés als patriotes del pla, l'hora i la contrasenya, i aquesta persona va ser Juana María de Lara, de la qual ningú sospitaria. Vivia a prop i de seguida va acceptar.
El diumenge 14 de maig, aprofitant que estava a la catedral com altres dies, va notificar el pla d'acció als patriotes i la contrasenya "Independència o mort". També va contactar amb alguns soldats de la caserna i va recórrer algunes cases. El 15 de maig va portar una corona de flors a l'oficial Pedro Juan Cavaller per celebrar la victòria.